# Tiger Lily, 4 femmes dans la vie
 (janvier 2019).
Si vous disposez d'ouvrages ou d'articles de référence ou si vous connaissez des sites web de qualité traitant du thème abordé ici, merci de compléter l'article en donnant les références utiles à sa vérifiabilité et en les liant à la section « Notes et références ».
Tiger Lily, 4 femmes dans la vie est une mini-série télévisée française en six épisodes de 52 minutes réalisée par Benoît Cohen et diffusée du 30 janvier au 13 février 2013 sur France 2.
Au Québec, la série a été diffusée à partir du 17 septembre 2013 sur TV5 Québec Canada.

## Synopsis
Quatre femmes de 45 ans vont tenter de remonter leur groupe de rock.

## Fiche technique
- Titre : Tiger Lily, 4 femmes dans la vie
- Réalisation : Benoît Cohen
- Scénario : Négar Djavadi et Paillieux Charlotte
- Musique : Fabrice Aboulker
- Production : Pascale Breugnot, Vincent Mouluquet
- Sociétés de production : Ego Productions, Tétra Média Fiction, France 2
- Pays : France
- Langue : français
- Durée : 6 × 52 min
- Dates de première diffusion : 
  -  France : 30 janvier 2013 sur France 2
  -  Canada : 17 septembre 2013 sur TV5 Québec Canada

## Distribution
- Lio : Muriel Lange
- Camille Japy : Rachel Lévy-Roussel
- Florence Thomassin : Rita Stanovich
- Ariane Séguillon : Stéphane
- Nicole Shirer : Abigaëlle
- Éléonore Pourriat : Anne
- Fabio Zenoni : Pierre
- Jensen Yakou : Bruce
- Philippe Hérisson : Alexandre Lévy-Roussel
- Lucie Cerise Bouvet : Dora Lévy-Roussel
- Adrien Stoclet: Simon Lévy-Roussel
- François Civil : Ziggy Stanovich (Manis ?)
- Jean-Michel Tinivelli : Antoine Marcus
- Jérémy Kapone : Théo Manis
- Ludovic Berthillot : Bernard
- Margaux Butterlin : Rachel à 20 ans
- Margot Bancilhon : Rita à 20 ans
- Camille Claris : Muriel à 20 ans
- Adèle Choubard : Stéphane à 20 ans
- Barthélémy Guillemard : Antoine à 20 ans
- Sébastien Fontaine : L'homme blessé aux urgences
- Karlijn de Vries : Erin
- Philippe Bertin : Walter

## Épisodes
1. Pour le meilleur et pour le pire
2. Sacrée famille
3. Mes désirs sont désordre
4. La vie est un rêve
5. Tiger ou Lily ?
6. San Francisco

## Musique de la série
Claire Denamur interprète deux titres de la bande originale de cette série, intitulés Beretta et Desire, disponibles le 11 février 2013 en téléchargement. Sa reprise de Dog Days Are Over de Florence And The Machine, tirée de l’EP Rien de moi est aussi présente sur la bande originale de la série.

## Distinction
- 2012 : meilleure série au Festival de la fiction TV de La Rochelle[1]